# Banzoumbou
Banzoumbou ist ein Weiler im Arrondissement Niamey V der Stadt Niamey in Niger.

## Geographie
Der Weiler befindet sich im Südosten des ländlichen Gebiets von Niamey V. Zu den umliegenden Siedlungen zählen die Weiler Boulel im Nordosten, Lowayé im Südosten und Lougol im Südwesten. Bei Banzoumbou verläuft das 20 Kilometer lange Trockental Saga Gourma Gorou, das hinter dem Dorf Saga Gourma in den Fluss Niger mündet.

## Bevölkerung
Bei der Volkszählung 2012 hatte Banzoumbou 466 Einwohner, die in 54 Haushalten lebten.